# Río Nerl (Volga)
El río Nerl (del ruso: Нерль) es un río de los óblast de Yaroslavl y Tver, en Rusia. Es un afluente por la orilla derecha del Volga. También es conocido como Nerl del Volga (del ruso: Нерль Волжская) o Gran Nerl (del ruso: Нерль Большая), en contraposición con el río del mismo nombre afluente del Kliazma, al que se llama "Nerl del Kliazma" (en ruso: Нерль Клязьменская o "Pequeño Nerl" (en ruso: Нерль Малая.

## Geografía
Tiene una longitud de 112 km e irriga una cuenca de 3.270 km². Desemboca en el Volga en el territorio del raión de Kaliazin (en el pueblo de Skniatino), vertiendo sus aguas en el embalse de Úglich. El caudal medio anual de agua es de 12 m³/s. En sus últimos 40 km es navegable, siendo destacable por las actividades turísticas que se desarrollan en su curso. En su desembocadura se encuentran las ruinas de la antigua ciudad de Ksniatina (del ruso: Кснятина). El río permanece congelado generalmente desde mediados de noviembre a mediados de abril.
Se considera río Nerl el curso de agua que desciende desde el lago Somino. A este lago llegan las aguas desde el lago Pleshchéyevo por un curso de agua que recibe otro nombre, el de río Vioksa.

## Afluentes
- Río Kubr
- Río Viulka

## Localidades a orillas del Nerl
- Kopninó
- Sviátovo
- Andriánovo
- Elpátevo
- Medvezhe
- Skniatino